# Kleinhaussiedlung am Steinberg

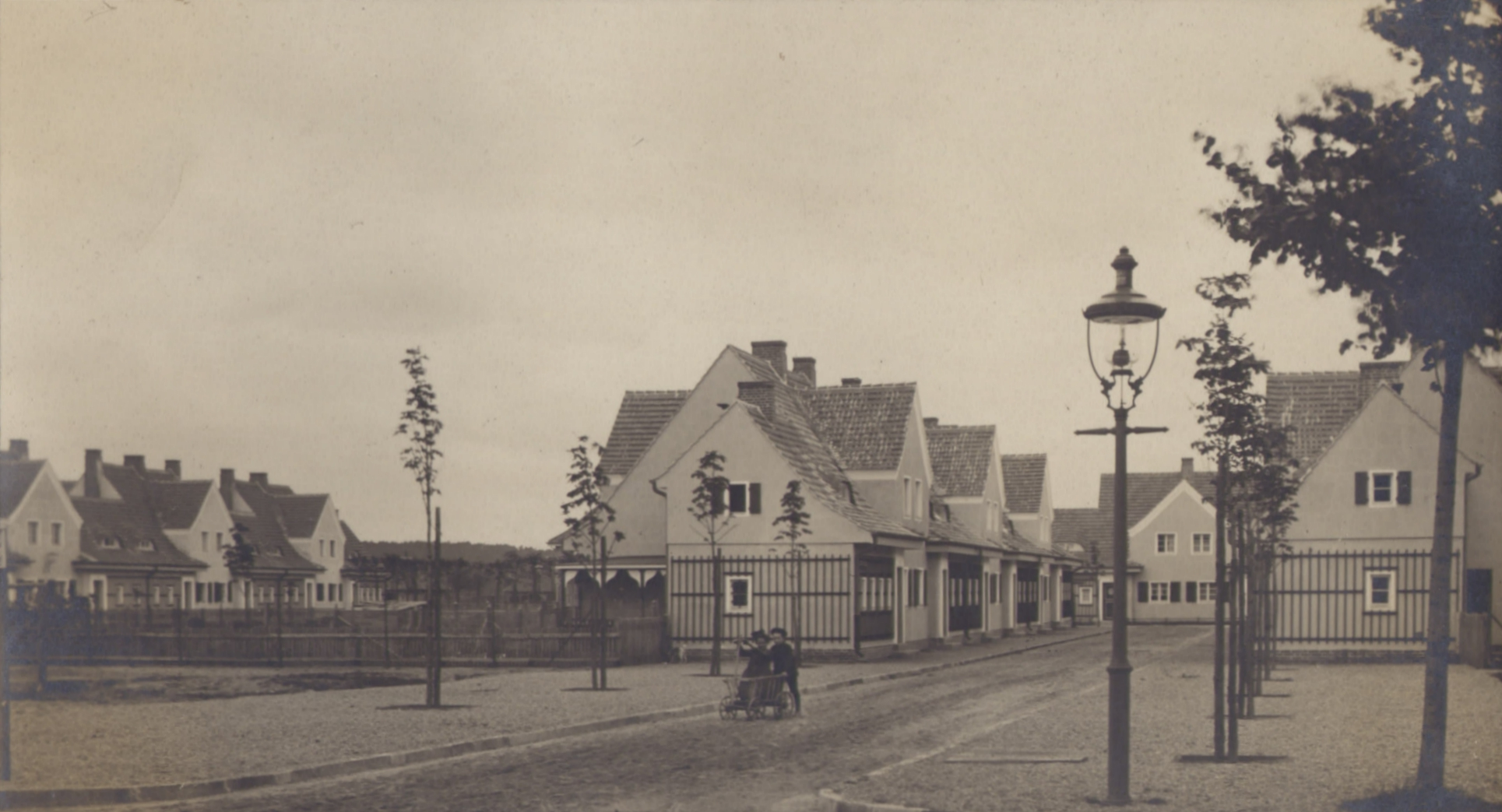
Ansicht von 1920, vom heutigen Tile-Brügge-Weg aus gesehen

Die Kleinhaussiedlung am Steinberg ist eine denkmalgeschützte Wohnanlage im Berliner Ortsteil Tegel des Bezirks Reinickendorf. Erbaut wurde die Siedlung in den Jahren 1919 und 1920 durch den Berliner Architekten und Stadtbaumeister Ernst Hornig.

## Gebäude
Die Siedlung besteht aus 62 Wohneinheiten mit fünf Reihenhauszeilen, einem Doppelhaus und drei Mehrfamilienhäusern. Sie umfasst die Straßenzüge Am Brunnen 1–22, Am Rosensteg 1–8, An der Heide 1–12 und Kehrwieder 1–2.

## Verkehrslage
In südlicher Richtung grenzt sie an den Tile-Brügge-Weg und in nördlicher Richtung an den Nordgraben, der hier in Richtung Tegeler See fließt. Seit 1926/1927 wird die Kleinhaussiedlung von der Siedlung Tile-Brügge-Weg des Architekten Wilhelm Büning eingerahmt, auch diese Siedlung steht in der Berliner Landesdenkmalliste.

## Beschreibung

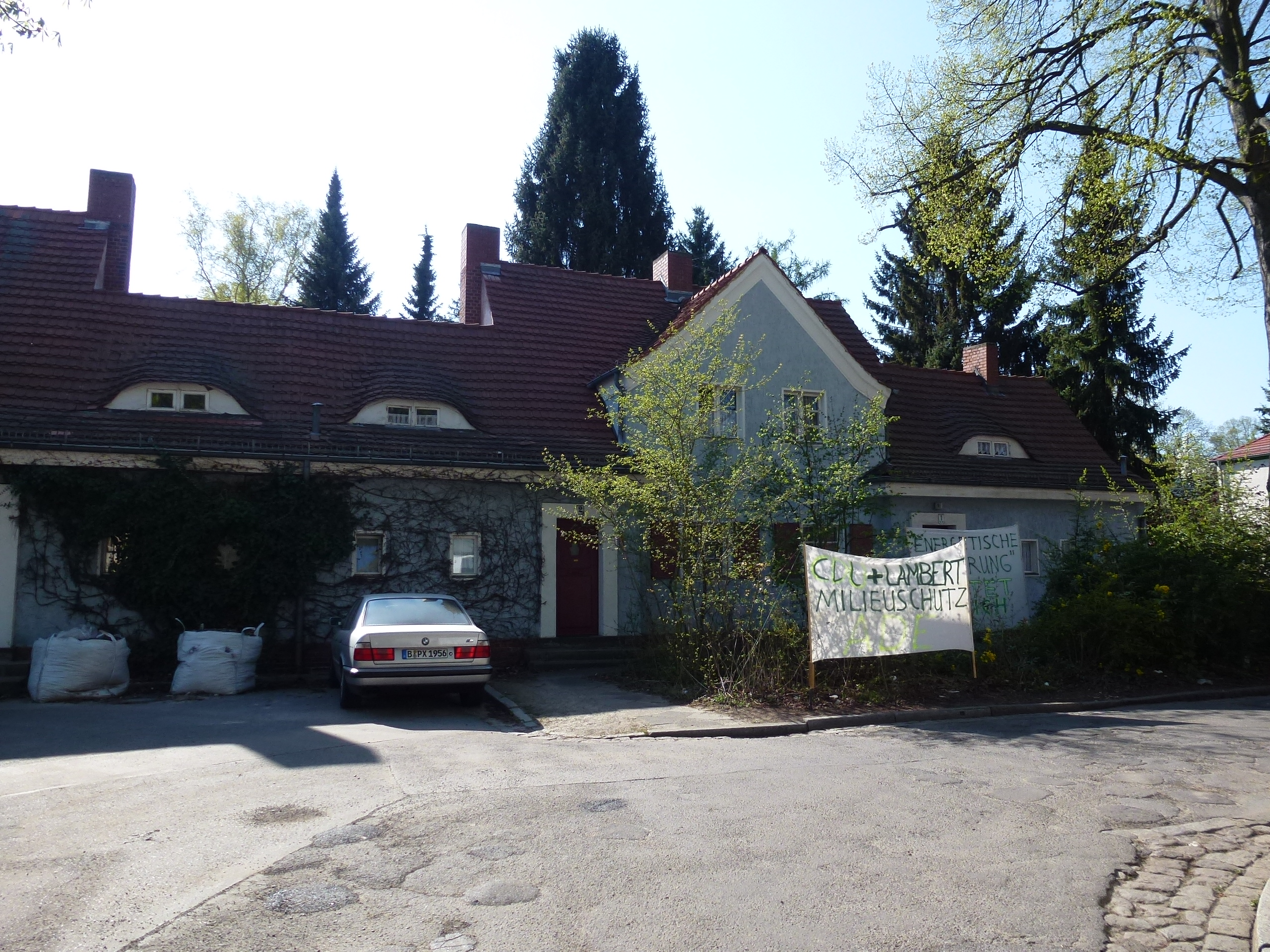
Am Rosensteg 2015

Jede Wohneinheit hat einen Nutzgarten, der besonders in den Nachkriegsjahren zur Sicherung des Lebensunterhalts genutzt wurde. Noch heute finden sich Obstbäume auf dem Gelände, die bei Erstbezug im Jahr 1920 gepflanzt wurden. Heute bieten die Gärten einen hohen Erholungswert für die Bewohner der Siedlung. Die Siedlung vermittelt in ihrer Gesamtheit einen geradezu ländlichen Charakter, daher stammt wohl auch der noch heute gebräuchliche Spitzname „Klein Kleckersdorf“, wie die Siedlung liebevoll von einigen Einheimischen genannt wird.

## Entwicklung
Bis in die 1980er Jahre als landeseigene Siedlung vom Wohnungsamt verwaltet, wurden die kleinen Häuser, die im Trubel der Berliner Großstadt dem Besucher das Gefühl eines kleinen Dorfes vermittelt, liebevoll gehegt und gepflegt. Seit der Übernahme der Siedlung durch die GSW in der Mitte der 1980er wurde immer mehr Schäden an der Bausubstanz ignoriert und die Häuser teilweise einfach dem Verfall überlassen. Heute sind viele Häuser in einem sehr schlechten Zustand und bedürften dringend einer Instandsetzung. Nur durch den Einsatz der Mieter, die sich mit viel Eigenleistung bemühten, ihre Häuser und Wohnungen in Schuss zu halten konnte bisher Schlimmeres verhindert werden. Freier Wohnraum, besonders für Familien mit Kindern, der in der Vergangenheit auch durch das Ableben von Mietern entstand, wurde über Jahre hinweg nicht neu vermietet.
Vor einigen Jahren wurde die Siedlung dann von der GSW an eine private Investorgruppe verkauft. Die neuen Eigentümer, die Am Steinberg Entwicklungsgesellschaft mbH, c/o I.D. FondsConcept, möchte nun eine Sanierung/Modernisierung durchführen und Teile der Siedlung wirtschaftlich verwerten/verkaufen.
Proteste gegen Räumungsklagen und Kündigungen von langjährigen Bewohnern und Bewohnerinnen im Rentenalter gibt es bis auf Landesebene.
Eine alteingesessene Bewohnerschaft hat sich dadurch organisiert.